# Julio Bolbochán
Julio Bolbochán (né le 10 mars 1920 à Buenos Aires en Argentine, mort le 28 juin 1996 à Caracas au Venezuela) est un grand maître argentin du jeu d'échecs.

## Biographie
Il remporte le championnat d'Argentine en 1946 et 1948 et a représenté son pays au cours de sept Olympiades d'échecs entre 1950 et 1970.
La Fédération internationale des échecs lui octroie le titre de maître international en 1955 et celui de grand maître en 1977.
Il remporta plusieurs succès au tournoi de Mar del Plata :
- premier ex æquo avec Erich Eliskases en 1951
- premier ex æquo avec Hector Rossetto en 1952 ;
- premier ex æquo avec Miguel Najdorf en 1956.

Son frère aîné, Jacobo Bolbochán, a remporté le championnat argentin en 1932 et en 1933.

## Partie remarquable
|   | a | b | c | d | e | f | g | h |   |
| 8 | Fou noir sur case noire f8 · Tour noire sur case noire h8 · Roi noir sur case noire e7 · Pion noir sur case blanche f7 · Pion noir sur case noire g7 · Pion noir sur case blanche h7 · Pion noir sur case blanche a6 · Dame noire sur case blanche b5 · Pion noir sur case noire e5 · Dame blanche sur case blanche g4 · Pion blanc sur case noire c3 · Fou blanc sur case noire e3 · Pion blanc sur case noire f2 · Pion blanc sur case blanche g2 · Pion blanc sur case noire h2 · Tour blanche sur case blanche d1 · Roi blanc sur case noire g1 | Fou noir sur case noire f8 · Tour noire sur case noire h8 · Roi noir sur case noire e7 · Pion noir sur case blanche f7 · Pion noir sur case noire g7 · Pion noir sur case blanche h7 · Pion noir sur case blanche a6 · Dame noire sur case blanche b5 · Pion noir sur case noire e5 · Dame blanche sur case blanche g4 · Pion blanc sur case noire c3 · Fou blanc sur case noire e3 · Pion blanc sur case noire f2 · Pion blanc sur case blanche g2 · Pion blanc sur case noire h2 · Tour blanche sur case blanche d1 · Roi blanc sur case noire g1 | Fou noir sur case noire f8 · Tour noire sur case noire h8 · Roi noir sur case noire e7 · Pion noir sur case blanche f7 · Pion noir sur case noire g7 · Pion noir sur case blanche h7 · Pion noir sur case blanche a6 · Dame noire sur case blanche b5 · Pion noir sur case noire e5 · Dame blanche sur case blanche g4 · Pion blanc sur case noire c3 · Fou blanc sur case noire e3 · Pion blanc sur case noire f2 · Pion blanc sur case blanche g2 · Pion blanc sur case noire h2 · Tour blanche sur case blanche d1 · Roi blanc sur case noire g1 | Fou noir sur case noire f8 · Tour noire sur case noire h8 · Roi noir sur case noire e7 · Pion noir sur case blanche f7 · Pion noir sur case noire g7 · Pion noir sur case blanche h7 · Pion noir sur case blanche a6 · Dame noire sur case blanche b5 · Pion noir sur case noire e5 · Dame blanche sur case blanche g4 · Pion blanc sur case noire c3 · Fou blanc sur case noire e3 · Pion blanc sur case noire f2 · Pion blanc sur case blanche g2 · Pion blanc sur case noire h2 · Tour blanche sur case blanche d1 · Roi blanc sur case noire g1 | Fou noir sur case noire f8 · Tour noire sur case noire h8 · Roi noir sur case noire e7 · Pion noir sur case blanche f7 · Pion noir sur case noire g7 · Pion noir sur case blanche h7 · Pion noir sur case blanche a6 · Dame noire sur case blanche b5 · Pion noir sur case noire e5 · Dame blanche sur case blanche g4 · Pion blanc sur case noire c3 · Fou blanc sur case noire e3 · Pion blanc sur case noire f2 · Pion blanc sur case blanche g2 · Pion blanc sur case noire h2 · Tour blanche sur case blanche d1 · Roi blanc sur case noire g1 | Fou noir sur case noire f8 · Tour noire sur case noire h8 · Roi noir sur case noire e7 · Pion noir sur case blanche f7 · Pion noir sur case noire g7 · Pion noir sur case blanche h7 · Pion noir sur case blanche a6 · Dame noire sur case blanche b5 · Pion noir sur case noire e5 · Dame blanche sur case blanche g4 · Pion blanc sur case noire c3 · Fou blanc sur case noire e3 · Pion blanc sur case noire f2 · Pion blanc sur case blanche g2 · Pion blanc sur case noire h2 · Tour blanche sur case blanche d1 · Roi blanc sur case noire g1 | Fou noir sur case noire f8 · Tour noire sur case noire h8 · Roi noir sur case noire e7 · Pion noir sur case blanche f7 · Pion noir sur case noire g7 · Pion noir sur case blanche h7 · Pion noir sur case blanche a6 · Dame noire sur case blanche b5 · Pion noir sur case noire e5 · Dame blanche sur case blanche g4 · Pion blanc sur case noire c3 · Fou blanc sur case noire e3 · Pion blanc sur case noire f2 · Pion blanc sur case blanche g2 · Pion blanc sur case noire h2 · Tour blanche sur case blanche d1 · Roi blanc sur case noire g1 | Fou noir sur case noire f8 · Tour noire sur case noire h8 · Roi noir sur case noire e7 · Pion noir sur case blanche f7 · Pion noir sur case noire g7 · Pion noir sur case blanche h7 · Pion noir sur case blanche a6 · Dame noire sur case blanche b5 · Pion noir sur case noire e5 · Dame blanche sur case blanche g4 · Pion blanc sur case noire c3 · Fou blanc sur case noire e3 · Pion blanc sur case noire f2 · Pion blanc sur case blanche g2 · Pion blanc sur case noire h2 · Tour blanche sur case blanche d1 · Roi blanc sur case noire g1 | 8 |
| 7 | Fou noir sur case noire f8 · Tour noire sur case noire h8 · Roi noir sur case noire e7 · Pion noir sur case blanche f7 · Pion noir sur case noire g7 · Pion noir sur case blanche h7 · Pion noir sur case blanche a6 · Dame noire sur case blanche b5 · Pion noir sur case noire e5 · Dame blanche sur case blanche g4 · Pion blanc sur case noire c3 · Fou blanc sur case noire e3 · Pion blanc sur case noire f2 · Pion blanc sur case blanche g2 · Pion blanc sur case noire h2 · Tour blanche sur case blanche d1 · Roi blanc sur case noire g1 | Fou noir sur case noire f8 · Tour noire sur case noire h8 · Roi noir sur case noire e7 · Pion noir sur case blanche f7 · Pion noir sur case noire g7 · Pion noir sur case blanche h7 · Pion noir sur case blanche a6 · Dame noire sur case blanche b5 · Pion noir sur case noire e5 · Dame blanche sur case blanche g4 · Pion blanc sur case noire c3 · Fou blanc sur case noire e3 · Pion blanc sur case noire f2 · Pion blanc sur case blanche g2 · Pion blanc sur case noire h2 · Tour blanche sur case blanche d1 · Roi blanc sur case noire g1 | Fou noir sur case noire f8 · Tour noire sur case noire h8 · Roi noir sur case noire e7 · Pion noir sur case blanche f7 · Pion noir sur case noire g7 · Pion noir sur case blanche h7 · Pion noir sur case blanche a6 · Dame noire sur case blanche b5 · Pion noir sur case noire e5 · Dame blanche sur case blanche g4 · Pion blanc sur case noire c3 · Fou blanc sur case noire e3 · Pion blanc sur case noire f2 · Pion blanc sur case blanche g2 · Pion blanc sur case noire h2 · Tour blanche sur case blanche d1 · Roi blanc sur case noire g1 | Fou noir sur case noire f8 · Tour noire sur case noire h8 · Roi noir sur case noire e7 · Pion noir sur case blanche f7 · Pion noir sur case noire g7 · Pion noir sur case blanche h7 · Pion noir sur case blanche a6 · Dame noire sur case blanche b5 · Pion noir sur case noire e5 · Dame blanche sur case blanche g4 · Pion blanc sur case noire c3 · Fou blanc sur case noire e3 · Pion blanc sur case noire f2 · Pion blanc sur case blanche g2 · Pion blanc sur case noire h2 · Tour blanche sur case blanche d1 · Roi blanc sur case noire g1 | Fou noir sur case noire f8 · Tour noire sur case noire h8 · Roi noir sur case noire e7 · Pion noir sur case blanche f7 · Pion noir sur case noire g7 · Pion noir sur case blanche h7 · Pion noir sur case blanche a6 · Dame noire sur case blanche b5 · Pion noir sur case noire e5 · Dame blanche sur case blanche g4 · Pion blanc sur case noire c3 · Fou blanc sur case noire e3 · Pion blanc sur case noire f2 · Pion blanc sur case blanche g2 · Pion blanc sur case noire h2 · Tour blanche sur case blanche d1 · Roi blanc sur case noire g1 | Fou noir sur case noire f8 · Tour noire sur case noire h8 · Roi noir sur case noire e7 · Pion noir sur case blanche f7 · Pion noir sur case noire g7 · Pion noir sur case blanche h7 · Pion noir sur case blanche a6 · Dame noire sur case blanche b5 · Pion noir sur case noire e5 · Dame blanche sur case blanche g4 · Pion blanc sur case noire c3 · Fou blanc sur case noire e3 · Pion blanc sur case noire f2 · Pion blanc sur case blanche g2 · Pion blanc sur case noire h2 · Tour blanche sur case blanche d1 · Roi blanc sur case noire g1 | Fou noir sur case noire f8 · Tour noire sur case noire h8 · Roi noir sur case noire e7 · Pion noir sur case blanche f7 · Pion noir sur case noire g7 · Pion noir sur case blanche h7 · Pion noir sur case blanche a6 · Dame noire sur case blanche b5 · Pion noir sur case noire e5 · Dame blanche sur case blanche g4 · Pion blanc sur case noire c3 · Fou blanc sur case noire e3 · Pion blanc sur case noire f2 · Pion blanc sur case blanche g2 · Pion blanc sur case noire h2 · Tour blanche sur case blanche d1 · Roi blanc sur case noire g1 | Fou noir sur case noire f8 · Tour noire sur case noire h8 · Roi noir sur case noire e7 · Pion noir sur case blanche f7 · Pion noir sur case noire g7 · Pion noir sur case blanche h7 · Pion noir sur case blanche a6 · Dame noire sur case blanche b5 · Pion noir sur case noire e5 · Dame blanche sur case blanche g4 · Pion blanc sur case noire c3 · Fou blanc sur case noire e3 · Pion blanc sur case noire f2 · Pion blanc sur case blanche g2 · Pion blanc sur case noire h2 · Tour blanche sur case blanche d1 · Roi blanc sur case noire g1 | 7 |
| 6 | Fou noir sur case noire f8 · Tour noire sur case noire h8 · Roi noir sur case noire e7 · Pion noir sur case blanche f7 · Pion noir sur case noire g7 · Pion noir sur case blanche h7 · Pion noir sur case blanche a6 · Dame noire sur case blanche b5 · Pion noir sur case noire e5 · Dame blanche sur case blanche g4 · Pion blanc sur case noire c3 · Fou blanc sur case noire e3 · Pion blanc sur case noire f2 · Pion blanc sur case blanche g2 · Pion blanc sur case noire h2 · Tour blanche sur case blanche d1 · Roi blanc sur case noire g1 | Fou noir sur case noire f8 · Tour noire sur case noire h8 · Roi noir sur case noire e7 · Pion noir sur case blanche f7 · Pion noir sur case noire g7 · Pion noir sur case blanche h7 · Pion noir sur case blanche a6 · Dame noire sur case blanche b5 · Pion noir sur case noire e5 · Dame blanche sur case blanche g4 · Pion blanc sur case noire c3 · Fou blanc sur case noire e3 · Pion blanc sur case noire f2 · Pion blanc sur case blanche g2 · Pion blanc sur case noire h2 · Tour blanche sur case blanche d1 · Roi blanc sur case noire g1 | Fou noir sur case noire f8 · Tour noire sur case noire h8 · Roi noir sur case noire e7 · Pion noir sur case blanche f7 · Pion noir sur case noire g7 · Pion noir sur case blanche h7 · Pion noir sur case blanche a6 · Dame noire sur case blanche b5 · Pion noir sur case noire e5 · Dame blanche sur case blanche g4 · Pion blanc sur case noire c3 · Fou blanc sur case noire e3 · Pion blanc sur case noire f2 · Pion blanc sur case blanche g2 · Pion blanc sur case noire h2 · Tour blanche sur case blanche d1 · Roi blanc sur case noire g1 | Fou noir sur case noire f8 · Tour noire sur case noire h8 · Roi noir sur case noire e7 · Pion noir sur case blanche f7 · Pion noir sur case noire g7 · Pion noir sur case blanche h7 · Pion noir sur case blanche a6 · Dame noire sur case blanche b5 · Pion noir sur case noire e5 · Dame blanche sur case blanche g4 · Pion blanc sur case noire c3 · Fou blanc sur case noire e3 · Pion blanc sur case noire f2 · Pion blanc sur case blanche g2 · Pion blanc sur case noire h2 · Tour blanche sur case blanche d1 · Roi blanc sur case noire g1 | Fou noir sur case noire f8 · Tour noire sur case noire h8 · Roi noir sur case noire e7 · Pion noir sur case blanche f7 · Pion noir sur case noire g7 · Pion noir sur case blanche h7 · Pion noir sur case blanche a6 · Dame noire sur case blanche b5 · Pion noir sur case noire e5 · Dame blanche sur case blanche g4 · Pion blanc sur case noire c3 · Fou blanc sur case noire e3 · Pion blanc sur case noire f2 · Pion blanc sur case blanche g2 · Pion blanc sur case noire h2 · Tour blanche sur case blanche d1 · Roi blanc sur case noire g1 | Fou noir sur case noire f8 · Tour noire sur case noire h8 · Roi noir sur case noire e7 · Pion noir sur case blanche f7 · Pion noir sur case noire g7 · Pion noir sur case blanche h7 · Pion noir sur case blanche a6 · Dame noire sur case blanche b5 · Pion noir sur case noire e5 · Dame blanche sur case blanche g4 · Pion blanc sur case noire c3 · Fou blanc sur case noire e3 · Pion blanc sur case noire f2 · Pion blanc sur case blanche g2 · Pion blanc sur case noire h2 · Tour blanche sur case blanche d1 · Roi blanc sur case noire g1 | Fou noir sur case noire f8 · Tour noire sur case noire h8 · Roi noir sur case noire e7 · Pion noir sur case blanche f7 · Pion noir sur case noire g7 · Pion noir sur case blanche h7 · Pion noir sur case blanche a6 · Dame noire sur case blanche b5 · Pion noir sur case noire e5 · Dame blanche sur case blanche g4 · Pion blanc sur case noire c3 · Fou blanc sur case noire e3 · Pion blanc sur case noire f2 · Pion blanc sur case blanche g2 · Pion blanc sur case noire h2 · Tour blanche sur case blanche d1 · Roi blanc sur case noire g1 | Fou noir sur case noire f8 · Tour noire sur case noire h8 · Roi noir sur case noire e7 · Pion noir sur case blanche f7 · Pion noir sur case noire g7 · Pion noir sur case blanche h7 · Pion noir sur case blanche a6 · Dame noire sur case blanche b5 · Pion noir sur case noire e5 · Dame blanche sur case blanche g4 · Pion blanc sur case noire c3 · Fou blanc sur case noire e3 · Pion blanc sur case noire f2 · Pion blanc sur case blanche g2 · Pion blanc sur case noire h2 · Tour blanche sur case blanche d1 · Roi blanc sur case noire g1 | 6 |
| 5 | Fou noir sur case noire f8 · Tour noire sur case noire h8 · Roi noir sur case noire e7 · Pion noir sur case blanche f7 · Pion noir sur case noire g7 · Pion noir sur case blanche h7 · Pion noir sur case blanche a6 · Dame noire sur case blanche b5 · Pion noir sur case noire e5 · Dame blanche sur case blanche g4 · Pion blanc sur case noire c3 · Fou blanc sur case noire e3 · Pion blanc sur case noire f2 · Pion blanc sur case blanche g2 · Pion blanc sur case noire h2 · Tour blanche sur case blanche d1 · Roi blanc sur case noire g1 | Fou noir sur case noire f8 · Tour noire sur case noire h8 · Roi noir sur case noire e7 · Pion noir sur case blanche f7 · Pion noir sur case noire g7 · Pion noir sur case blanche h7 · Pion noir sur case blanche a6 · Dame noire sur case blanche b5 · Pion noir sur case noire e5 · Dame blanche sur case blanche g4 · Pion blanc sur case noire c3 · Fou blanc sur case noire e3 · Pion blanc sur case noire f2 · Pion blanc sur case blanche g2 · Pion blanc sur case noire h2 · Tour blanche sur case blanche d1 · Roi blanc sur case noire g1 | Fou noir sur case noire f8 · Tour noire sur case noire h8 · Roi noir sur case noire e7 · Pion noir sur case blanche f7 · Pion noir sur case noire g7 · Pion noir sur case blanche h7 · Pion noir sur case blanche a6 · Dame noire sur case blanche b5 · Pion noir sur case noire e5 · Dame blanche sur case blanche g4 · Pion blanc sur case noire c3 · Fou blanc sur case noire e3 · Pion blanc sur case noire f2 · Pion blanc sur case blanche g2 · Pion blanc sur case noire h2 · Tour blanche sur case blanche d1 · Roi blanc sur case noire g1 | Fou noir sur case noire f8 · Tour noire sur case noire h8 · Roi noir sur case noire e7 · Pion noir sur case blanche f7 · Pion noir sur case noire g7 · Pion noir sur case blanche h7 · Pion noir sur case blanche a6 · Dame noire sur case blanche b5 · Pion noir sur case noire e5 · Dame blanche sur case blanche g4 · Pion blanc sur case noire c3 · Fou blanc sur case noire e3 · Pion blanc sur case noire f2 · Pion blanc sur case blanche g2 · Pion blanc sur case noire h2 · Tour blanche sur case blanche d1 · Roi blanc sur case noire g1 | Fou noir sur case noire f8 · Tour noire sur case noire h8 · Roi noir sur case noire e7 · Pion noir sur case blanche f7 · Pion noir sur case noire g7 · Pion noir sur case blanche h7 · Pion noir sur case blanche a6 · Dame noire sur case blanche b5 · Pion noir sur case noire e5 · Dame blanche sur case blanche g4 · Pion blanc sur case noire c3 · Fou blanc sur case noire e3 · Pion blanc sur case noire f2 · Pion blanc sur case blanche g2 · Pion blanc sur case noire h2 · Tour blanche sur case blanche d1 · Roi blanc sur case noire g1 | Fou noir sur case noire f8 · Tour noire sur case noire h8 · Roi noir sur case noire e7 · Pion noir sur case blanche f7 · Pion noir sur case noire g7 · Pion noir sur case blanche h7 · Pion noir sur case blanche a6 · Dame noire sur case blanche b5 · Pion noir sur case noire e5 · Dame blanche sur case blanche g4 · Pion blanc sur case noire c3 · Fou blanc sur case noire e3 · Pion blanc sur case noire f2 · Pion blanc sur case blanche g2 · Pion blanc sur case noire h2 · Tour blanche sur case blanche d1 · Roi blanc sur case noire g1 | Fou noir sur case noire f8 · Tour noire sur case noire h8 · Roi noir sur case noire e7 · Pion noir sur case blanche f7 · Pion noir sur case noire g7 · Pion noir sur case blanche h7 · Pion noir sur case blanche a6 · Dame noire sur case blanche b5 · Pion noir sur case noire e5 · Dame blanche sur case blanche g4 · Pion blanc sur case noire c3 · Fou blanc sur case noire e3 · Pion blanc sur case noire f2 · Pion blanc sur case blanche g2 · Pion blanc sur case noire h2 · Tour blanche sur case blanche d1 · Roi blanc sur case noire g1 | Fou noir sur case noire f8 · Tour noire sur case noire h8 · Roi noir sur case noire e7 · Pion noir sur case blanche f7 · Pion noir sur case noire g7 · Pion noir sur case blanche h7 · Pion noir sur case blanche a6 · Dame noire sur case blanche b5 · Pion noir sur case noire e5 · Dame blanche sur case blanche g4 · Pion blanc sur case noire c3 · Fou blanc sur case noire e3 · Pion blanc sur case noire f2 · Pion blanc sur case blanche g2 · Pion blanc sur case noire h2 · Tour blanche sur case blanche d1 · Roi blanc sur case noire g1 | 5 |
| 4 | Fou noir sur case noire f8 · Tour noire sur case noire h8 · Roi noir sur case noire e7 · Pion noir sur case blanche f7 · Pion noir sur case noire g7 · Pion noir sur case blanche h7 · Pion noir sur case blanche a6 · Dame noire sur case blanche b5 · Pion noir sur case noire e5 · Dame blanche sur case blanche g4 · Pion blanc sur case noire c3 · Fou blanc sur case noire e3 · Pion blanc sur case noire f2 · Pion blanc sur case blanche g2 · Pion blanc sur case noire h2 · Tour blanche sur case blanche d1 · Roi blanc sur case noire g1 | Fou noir sur case noire f8 · Tour noire sur case noire h8 · Roi noir sur case noire e7 · Pion noir sur case blanche f7 · Pion noir sur case noire g7 · Pion noir sur case blanche h7 · Pion noir sur case blanche a6 · Dame noire sur case blanche b5 · Pion noir sur case noire e5 · Dame blanche sur case blanche g4 · Pion blanc sur case noire c3 · Fou blanc sur case noire e3 · Pion blanc sur case noire f2 · Pion blanc sur case blanche g2 · Pion blanc sur case noire h2 · Tour blanche sur case blanche d1 · Roi blanc sur case noire g1 | Fou noir sur case noire f8 · Tour noire sur case noire h8 · Roi noir sur case noire e7 · Pion noir sur case blanche f7 · Pion noir sur case noire g7 · Pion noir sur case blanche h7 · Pion noir sur case blanche a6 · Dame noire sur case blanche b5 · Pion noir sur case noire e5 · Dame blanche sur case blanche g4 · Pion blanc sur case noire c3 · Fou blanc sur case noire e3 · Pion blanc sur case noire f2 · Pion blanc sur case blanche g2 · Pion blanc sur case noire h2 · Tour blanche sur case blanche d1 · Roi blanc sur case noire g1 | Fou noir sur case noire f8 · Tour noire sur case noire h8 · Roi noir sur case noire e7 · Pion noir sur case blanche f7 · Pion noir sur case noire g7 · Pion noir sur case blanche h7 · Pion noir sur case blanche a6 · Dame noire sur case blanche b5 · Pion noir sur case noire e5 · Dame blanche sur case blanche g4 · Pion blanc sur case noire c3 · Fou blanc sur case noire e3 · Pion blanc sur case noire f2 · Pion blanc sur case blanche g2 · Pion blanc sur case noire h2 · Tour blanche sur case blanche d1 · Roi blanc sur case noire g1 | Fou noir sur case noire f8 · Tour noire sur case noire h8 · Roi noir sur case noire e7 · Pion noir sur case blanche f7 · Pion noir sur case noire g7 · Pion noir sur case blanche h7 · Pion noir sur case blanche a6 · Dame noire sur case blanche b5 · Pion noir sur case noire e5 · Dame blanche sur case blanche g4 · Pion blanc sur case noire c3 · Fou blanc sur case noire e3 · Pion blanc sur case noire f2 · Pion blanc sur case blanche g2 · Pion blanc sur case noire h2 · Tour blanche sur case blanche d1 · Roi blanc sur case noire g1 | Fou noir sur case noire f8 · Tour noire sur case noire h8 · Roi noir sur case noire e7 · Pion noir sur case blanche f7 · Pion noir sur case noire g7 · Pion noir sur case blanche h7 · Pion noir sur case blanche a6 · Dame noire sur case blanche b5 · Pion noir sur case noire e5 · Dame blanche sur case blanche g4 · Pion blanc sur case noire c3 · Fou blanc sur case noire e3 · Pion blanc sur case noire f2 · Pion blanc sur case blanche g2 · Pion blanc sur case noire h2 · Tour blanche sur case blanche d1 · Roi blanc sur case noire g1 | Fou noir sur case noire f8 · Tour noire sur case noire h8 · Roi noir sur case noire e7 · Pion noir sur case blanche f7 · Pion noir sur case noire g7 · Pion noir sur case blanche h7 · Pion noir sur case blanche a6 · Dame noire sur case blanche b5 · Pion noir sur case noire e5 · Dame blanche sur case blanche g4 · Pion blanc sur case noire c3 · Fou blanc sur case noire e3 · Pion blanc sur case noire f2 · Pion blanc sur case blanche g2 · Pion blanc sur case noire h2 · Tour blanche sur case blanche d1 · Roi blanc sur case noire g1 | Fou noir sur case noire f8 · Tour noire sur case noire h8 · Roi noir sur case noire e7 · Pion noir sur case blanche f7 · Pion noir sur case noire g7 · Pion noir sur case blanche h7 · Pion noir sur case blanche a6 · Dame noire sur case blanche b5 · Pion noir sur case noire e5 · Dame blanche sur case blanche g4 · Pion blanc sur case noire c3 · Fou blanc sur case noire e3 · Pion blanc sur case noire f2 · Pion blanc sur case blanche g2 · Pion blanc sur case noire h2 · Tour blanche sur case blanche d1 · Roi blanc sur case noire g1 | 4 |
| 3 | Fou noir sur case noire f8 · Tour noire sur case noire h8 · Roi noir sur case noire e7 · Pion noir sur case blanche f7 · Pion noir sur case noire g7 · Pion noir sur case blanche h7 · Pion noir sur case blanche a6 · Dame noire sur case blanche b5 · Pion noir sur case noire e5 · Dame blanche sur case blanche g4 · Pion blanc sur case noire c3 · Fou blanc sur case noire e3 · Pion blanc sur case noire f2 · Pion blanc sur case blanche g2 · Pion blanc sur case noire h2 · Tour blanche sur case blanche d1 · Roi blanc sur case noire g1 | Fou noir sur case noire f8 · Tour noire sur case noire h8 · Roi noir sur case noire e7 · Pion noir sur case blanche f7 · Pion noir sur case noire g7 · Pion noir sur case blanche h7 · Pion noir sur case blanche a6 · Dame noire sur case blanche b5 · Pion noir sur case noire e5 · Dame blanche sur case blanche g4 · Pion blanc sur case noire c3 · Fou blanc sur case noire e3 · Pion blanc sur case noire f2 · Pion blanc sur case blanche g2 · Pion blanc sur case noire h2 · Tour blanche sur case blanche d1 · Roi blanc sur case noire g1 | Fou noir sur case noire f8 · Tour noire sur case noire h8 · Roi noir sur case noire e7 · Pion noir sur case blanche f7 · Pion noir sur case noire g7 · Pion noir sur case blanche h7 · Pion noir sur case blanche a6 · Dame noire sur case blanche b5 · Pion noir sur case noire e5 · Dame blanche sur case blanche g4 · Pion blanc sur case noire c3 · Fou blanc sur case noire e3 · Pion blanc sur case noire f2 · Pion blanc sur case blanche g2 · Pion blanc sur case noire h2 · Tour blanche sur case blanche d1 · Roi blanc sur case noire g1 | Fou noir sur case noire f8 · Tour noire sur case noire h8 · Roi noir sur case noire e7 · Pion noir sur case blanche f7 · Pion noir sur case noire g7 · Pion noir sur case blanche h7 · Pion noir sur case blanche a6 · Dame noire sur case blanche b5 · Pion noir sur case noire e5 · Dame blanche sur case blanche g4 · Pion blanc sur case noire c3 · Fou blanc sur case noire e3 · Pion blanc sur case noire f2 · Pion blanc sur case blanche g2 · Pion blanc sur case noire h2 · Tour blanche sur case blanche d1 · Roi blanc sur case noire g1 | Fou noir sur case noire f8 · Tour noire sur case noire h8 · Roi noir sur case noire e7 · Pion noir sur case blanche f7 · Pion noir sur case noire g7 · Pion noir sur case blanche h7 · Pion noir sur case blanche a6 · Dame noire sur case blanche b5 · Pion noir sur case noire e5 · Dame blanche sur case blanche g4 · Pion blanc sur case noire c3 · Fou blanc sur case noire e3 · Pion blanc sur case noire f2 · Pion blanc sur case blanche g2 · Pion blanc sur case noire h2 · Tour blanche sur case blanche d1 · Roi blanc sur case noire g1 | Fou noir sur case noire f8 · Tour noire sur case noire h8 · Roi noir sur case noire e7 · Pion noir sur case blanche f7 · Pion noir sur case noire g7 · Pion noir sur case blanche h7 · Pion noir sur case blanche a6 · Dame noire sur case blanche b5 · Pion noir sur case noire e5 · Dame blanche sur case blanche g4 · Pion blanc sur case noire c3 · Fou blanc sur case noire e3 · Pion blanc sur case noire f2 · Pion blanc sur case blanche g2 · Pion blanc sur case noire h2 · Tour blanche sur case blanche d1 · Roi blanc sur case noire g1 | Fou noir sur case noire f8 · Tour noire sur case noire h8 · Roi noir sur case noire e7 · Pion noir sur case blanche f7 · Pion noir sur case noire g7 · Pion noir sur case blanche h7 · Pion noir sur case blanche a6 · Dame noire sur case blanche b5 · Pion noir sur case noire e5 · Dame blanche sur case blanche g4 · Pion blanc sur case noire c3 · Fou blanc sur case noire e3 · Pion blanc sur case noire f2 · Pion blanc sur case blanche g2 · Pion blanc sur case noire h2 · Tour blanche sur case blanche d1 · Roi blanc sur case noire g1 | Fou noir sur case noire f8 · Tour noire sur case noire h8 · Roi noir sur case noire e7 · Pion noir sur case blanche f7 · Pion noir sur case noire g7 · Pion noir sur case blanche h7 · Pion noir sur case blanche a6 · Dame noire sur case blanche b5 · Pion noir sur case noire e5 · Dame blanche sur case blanche g4 · Pion blanc sur case noire c3 · Fou blanc sur case noire e3 · Pion blanc sur case noire f2 · Pion blanc sur case blanche g2 · Pion blanc sur case noire h2 · Tour blanche sur case blanche d1 · Roi blanc sur case noire g1 | 3 |
| 2 | Fou noir sur case noire f8 · Tour noire sur case noire h8 · Roi noir sur case noire e7 · Pion noir sur case blanche f7 · Pion noir sur case noire g7 · Pion noir sur case blanche h7 · Pion noir sur case blanche a6 · Dame noire sur case blanche b5 · Pion noir sur case noire e5 · Dame blanche sur case blanche g4 · Pion blanc sur case noire c3 · Fou blanc sur case noire e3 · Pion blanc sur case noire f2 · Pion blanc sur case blanche g2 · Pion blanc sur case noire h2 · Tour blanche sur case blanche d1 · Roi blanc sur case noire g1 | Fou noir sur case noire f8 · Tour noire sur case noire h8 · Roi noir sur case noire e7 · Pion noir sur case blanche f7 · Pion noir sur case noire g7 · Pion noir sur case blanche h7 · Pion noir sur case blanche a6 · Dame noire sur case blanche b5 · Pion noir sur case noire e5 · Dame blanche sur case blanche g4 · Pion blanc sur case noire c3 · Fou blanc sur case noire e3 · Pion blanc sur case noire f2 · Pion blanc sur case blanche g2 · Pion blanc sur case noire h2 · Tour blanche sur case blanche d1 · Roi blanc sur case noire g1 | Fou noir sur case noire f8 · Tour noire sur case noire h8 · Roi noir sur case noire e7 · Pion noir sur case blanche f7 · Pion noir sur case noire g7 · Pion noir sur case blanche h7 · Pion noir sur case blanche a6 · Dame noire sur case blanche b5 · Pion noir sur case noire e5 · Dame blanche sur case blanche g4 · Pion blanc sur case noire c3 · Fou blanc sur case noire e3 · Pion blanc sur case noire f2 · Pion blanc sur case blanche g2 · Pion blanc sur case noire h2 · Tour blanche sur case blanche d1 · Roi blanc sur case noire g1 | Fou noir sur case noire f8 · Tour noire sur case noire h8 · Roi noir sur case noire e7 · Pion noir sur case blanche f7 · Pion noir sur case noire g7 · Pion noir sur case blanche h7 · Pion noir sur case blanche a6 · Dame noire sur case blanche b5 · Pion noir sur case noire e5 · Dame blanche sur case blanche g4 · Pion blanc sur case noire c3 · Fou blanc sur case noire e3 · Pion blanc sur case noire f2 · Pion blanc sur case blanche g2 · Pion blanc sur case noire h2 · Tour blanche sur case blanche d1 · Roi blanc sur case noire g1 | Fou noir sur case noire f8 · Tour noire sur case noire h8 · Roi noir sur case noire e7 · Pion noir sur case blanche f7 · Pion noir sur case noire g7 · Pion noir sur case blanche h7 · Pion noir sur case blanche a6 · Dame noire sur case blanche b5 · Pion noir sur case noire e5 · Dame blanche sur case blanche g4 · Pion blanc sur case noire c3 · Fou blanc sur case noire e3 · Pion blanc sur case noire f2 · Pion blanc sur case blanche g2 · Pion blanc sur case noire h2 · Tour blanche sur case blanche d1 · Roi blanc sur case noire g1 | Fou noir sur case noire f8 · Tour noire sur case noire h8 · Roi noir sur case noire e7 · Pion noir sur case blanche f7 · Pion noir sur case noire g7 · Pion noir sur case blanche h7 · Pion noir sur case blanche a6 · Dame noire sur case blanche b5 · Pion noir sur case noire e5 · Dame blanche sur case blanche g4 · Pion blanc sur case noire c3 · Fou blanc sur case noire e3 · Pion blanc sur case noire f2 · Pion blanc sur case blanche g2 · Pion blanc sur case noire h2 · Tour blanche sur case blanche d1 · Roi blanc sur case noire g1 | Fou noir sur case noire f8 · Tour noire sur case noire h8 · Roi noir sur case noire e7 · Pion noir sur case blanche f7 · Pion noir sur case noire g7 · Pion noir sur case blanche h7 · Pion noir sur case blanche a6 · Dame noire sur case blanche b5 · Pion noir sur case noire e5 · Dame blanche sur case blanche g4 · Pion blanc sur case noire c3 · Fou blanc sur case noire e3 · Pion blanc sur case noire f2 · Pion blanc sur case blanche g2 · Pion blanc sur case noire h2 · Tour blanche sur case blanche d1 · Roi blanc sur case noire g1 | Fou noir sur case noire f8 · Tour noire sur case noire h8 · Roi noir sur case noire e7 · Pion noir sur case blanche f7 · Pion noir sur case noire g7 · Pion noir sur case blanche h7 · Pion noir sur case blanche a6 · Dame noire sur case blanche b5 · Pion noir sur case noire e5 · Dame blanche sur case blanche g4 · Pion blanc sur case noire c3 · Fou blanc sur case noire e3 · Pion blanc sur case noire f2 · Pion blanc sur case blanche g2 · Pion blanc sur case noire h2 · Tour blanche sur case blanche d1 · Roi blanc sur case noire g1 | 2 |
| 1 | Fou noir sur case noire f8 · Tour noire sur case noire h8 · Roi noir sur case noire e7 · Pion noir sur case blanche f7 · Pion noir sur case noire g7 · Pion noir sur case blanche h7 · Pion noir sur case blanche a6 · Dame noire sur case blanche b5 · Pion noir sur case noire e5 · Dame blanche sur case blanche g4 · Pion blanc sur case noire c3 · Fou blanc sur case noire e3 · Pion blanc sur case noire f2 · Pion blanc sur case blanche g2 · Pion blanc sur case noire h2 · Tour blanche sur case blanche d1 · Roi blanc sur case noire g1 | Fou noir sur case noire f8 · Tour noire sur case noire h8 · Roi noir sur case noire e7 · Pion noir sur case blanche f7 · Pion noir sur case noire g7 · Pion noir sur case blanche h7 · Pion noir sur case blanche a6 · Dame noire sur case blanche b5 · Pion noir sur case noire e5 · Dame blanche sur case blanche g4 · Pion blanc sur case noire c3 · Fou blanc sur case noire e3 · Pion blanc sur case noire f2 · Pion blanc sur case blanche g2 · Pion blanc sur case noire h2 · Tour blanche sur case blanche d1 · Roi blanc sur case noire g1 | Fou noir sur case noire f8 · Tour noire sur case noire h8 · Roi noir sur case noire e7 · Pion noir sur case blanche f7 · Pion noir sur case noire g7 · Pion noir sur case blanche h7 · Pion noir sur case blanche a6 · Dame noire sur case blanche b5 · Pion noir sur case noire e5 · Dame blanche sur case blanche g4 · Pion blanc sur case noire c3 · Fou blanc sur case noire e3 · Pion blanc sur case noire f2 · Pion blanc sur case blanche g2 · Pion blanc sur case noire h2 · Tour blanche sur case blanche d1 · Roi blanc sur case noire g1 | Fou noir sur case noire f8 · Tour noire sur case noire h8 · Roi noir sur case noire e7 · Pion noir sur case blanche f7 · Pion noir sur case noire g7 · Pion noir sur case blanche h7 · Pion noir sur case blanche a6 · Dame noire sur case blanche b5 · Pion noir sur case noire e5 · Dame blanche sur case blanche g4 · Pion blanc sur case noire c3 · Fou blanc sur case noire e3 · Pion blanc sur case noire f2 · Pion blanc sur case blanche g2 · Pion blanc sur case noire h2 · Tour blanche sur case blanche d1 · Roi blanc sur case noire g1 | Fou noir sur case noire f8 · Tour noire sur case noire h8 · Roi noir sur case noire e7 · Pion noir sur case blanche f7 · Pion noir sur case noire g7 · Pion noir sur case blanche h7 · Pion noir sur case blanche a6 · Dame noire sur case blanche b5 · Pion noir sur case noire e5 · Dame blanche sur case blanche g4 · Pion blanc sur case noire c3 · Fou blanc sur case noire e3 · Pion blanc sur case noire f2 · Pion blanc sur case blanche g2 · Pion blanc sur case noire h2 · Tour blanche sur case blanche d1 · Roi blanc sur case noire g1 | Fou noir sur case noire f8 · Tour noire sur case noire h8 · Roi noir sur case noire e7 · Pion noir sur case blanche f7 · Pion noir sur case noire g7 · Pion noir sur case blanche h7 · Pion noir sur case blanche a6 · Dame noire sur case blanche b5 · Pion noir sur case noire e5 · Dame blanche sur case blanche g4 · Pion blanc sur case noire c3 · Fou blanc sur case noire e3 · Pion blanc sur case noire f2 · Pion blanc sur case blanche g2 · Pion blanc sur case noire h2 · Tour blanche sur case blanche d1 · Roi blanc sur case noire g1 | Fou noir sur case noire f8 · Tour noire sur case noire h8 · Roi noir sur case noire e7 · Pion noir sur case blanche f7 · Pion noir sur case noire g7 · Pion noir sur case blanche h7 · Pion noir sur case blanche a6 · Dame noire sur case blanche b5 · Pion noir sur case noire e5 · Dame blanche sur case blanche g4 · Pion blanc sur case noire c3 · Fou blanc sur case noire e3 · Pion blanc sur case noire f2 · Pion blanc sur case blanche g2 · Pion blanc sur case noire h2 · Tour blanche sur case blanche d1 · Roi blanc sur case noire g1 | Fou noir sur case noire f8 · Tour noire sur case noire h8 · Roi noir sur case noire e7 · Pion noir sur case blanche f7 · Pion noir sur case noire g7 · Pion noir sur case blanche h7 · Pion noir sur case blanche a6 · Dame noire sur case blanche b5 · Pion noir sur case noire e5 · Dame blanche sur case blanche g4 · Pion blanc sur case noire c3 · Fou blanc sur case noire e3 · Pion blanc sur case noire f2 · Pion blanc sur case blanche g2 · Pion blanc sur case noire h2 · Tour blanche sur case blanche d1 · Roi blanc sur case noire g1 | 1 |
|   | a | b | c | d | e | f | g | h |   |

Voici sa victoire contre Larry Evans à l'Olympiade d'Helsinki en 1952 :
1. d4 d5 2. c4 dxc4 3. Cf3 a6 4. e3 Cf6 5. Fxc4 e6 6. O-O c5 7. De2 Cc6 8. Cc3 b5 9. Fb3 cxd4 10. exd4 Cxd4 11. Cxd4 Dxd4 12. Cd5
Cxd5 13. Td1 Cc3 14. bxc3 Db6 15. De5 Fb7 16. Fe3 Dc6 17. Fd5 Dc8 18. Fxb7 Dxb7 19. a4 Tc8 20. axb5 Txb5 21. Dd4 e5 22. Dg4 Td8 23.
Txd8+ Rxd8 24. Td1+ Re7 25. Df5 1-0.